# شبيه مستقبل الكالسيتونين
شبيه مستقبل الكالسيتونين (بالإنجليزية: Calcitonin receptor-like  ومختصره (CALCRL))‏ أو المستقبل الشبيه بمستقبل الكالسيتونين (بالإنجليزية: calcitonin receptor-like receptor  ومختصره (CRLR))‏ ويشار إليها أحيانا بأنها مستقبلات الببتيد المرتبط بجين الكالسيتونين (بالإنجليزية: Calcitonin gene-related peptide receptor)‏ هو بروتين بشري.
البروتين المشفر بواسطة شبيه مستقبل الكالسيتونين هو مستقبل مقترن بالبروتين ج مرتبط بمستقبل الكالسيتونين.